# Eclissi solare del 16 gennaio 2037
L'eclissi solare del 16 gennaio 2037 è un evento astronomico che avrà luogo il suddetto giorno attorno alle ore 9:48 UTC.